# Mittlerer Einersberger Teich
Der Mittlere Einersberger Teich im Harz ist ein Stauteich bei Clausthal-Zellerfeld im Landkreis Goslar in Niedersachsen. Er gehört zu den Oberharzer Teichen, die für Montanzwecke angelegt wurden. Damit ist er ein weiterer Bestandteil des Oberharzer Wasserregals und gehört zum UNESCO-Weltkulturerbe Bergwerk Rammelsberg, Altstadt von Goslar und Oberharzer Wasserwirtschaft.

## Lage
Der 0,8 ha große und denkmalgeschützte See liegt etwa 1 km westlich vom Ortsteil Zellerfeld mitten im Wald am Osthang des Einersberges. Der Damm wurde vor 1672 angelegt, vermutlich schon vor 1650. Zu erreichen ist er nur über Wanderwege.
250 m talaufwärts liegt der mit 4 ha deutlich größere Obere Einersberger Teich. Vom sich talabwärts anschließenden Unteren Einersberger Teich sind seit dessen Dammbruch am 29. September 1820 nur noch Reste vorhanden. Ein Name für den die drei Teiche durchfließenden Bach ist nicht bekannt.

## Beschreibung
Im Gelände am westlichen Dammende finden sich Spuren von drei unterschiedlich hoch gelegene Ausfluten (Hochwasserentlastungsanlagen), die zu unterschiedlichen Zeiten angelegt und in Betrieb gewesen sein müssen. In seiner größten Ausbaustufe wurde der Teich offenbar nur kurze Zeit genutzt. Am Ende wurde eine vierte Ausflut als tiefe Einkerbung in die Dammkrone geschnitten. Es ist davon auszugehen, dass der Staudamm  mehrfach erhöht worden ist; aufgrund Sicherheitsbedenken und Undichtigkeiten sein Stauziel anschließend wieder reduziert wurde. Dies erklärt auch den ungewöhnlich hohen Freibord von bei Trockenwetter fast 3,75 m. Dokumentiert ist der Vorschlag des Oberbergmeister Ey, der nach dem Bruch des Unteren Einersberger Teiches vorschlug, den Mittleren Einersberger Teich bis zu einer generellen Instandsetzung seiner Rasensodendichtung nur noch zwei Lachter (entsprechend knapp vier Meter) hoch anzustauen. Wahrscheinlich besteht dieser Rückbau seitdem.
In den 1970er Jahren wurde das im Wasser stehende Striegelhaus abgerissen, seitdem wird der Grundablass, der immer noch im Wesentlichen aus einem Holzgerenne besteht, durch eine hydraulische Vorrichtung betätigt. Anfang der 2000er Jahre erfolgte eine Maßnahme zum Schutz der Rasensodendichtung durch Einbau von Grauwackegeröll auf der wasserseitigen Böschung. Einen Fußgängersteg über die Ausflut gibt es erst seit Ende der 1990er Jahre, als man im Rahmen der Einrichtung eines Infopfades ("WasserWanderWeg") die Ausflutrelikte im westlichen Bereich des Dammes erschließen wollte.
Was die Freizeitnutzung anbelangt, hat das Forstamt Bad Grund in den 1980er Jahren Anstrengungen unternommen, das Baden in dem Teich unattraktiv zu machen. Dennoch trifft man dort vereinzelt Badende. Wie in den meisten Teichen gibt es seltene Tier- und Pflanzenarten. Fischereiwirtschaftlich wird der Mittlere Einersberger Teich offiziell nicht genutzt.

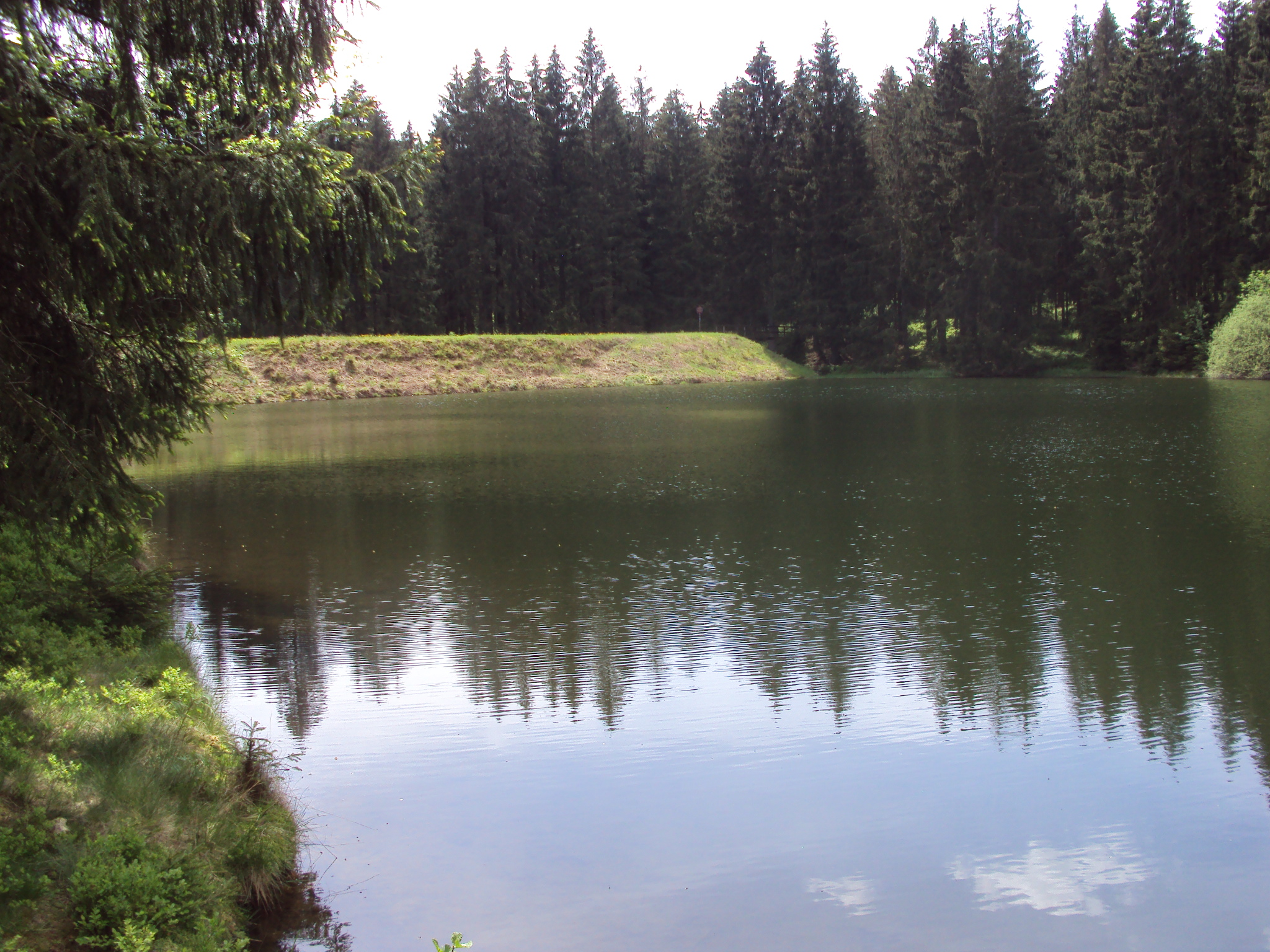
Mittlerer Einersberger Teich: Blick über die Wasserfläche auf den Damm
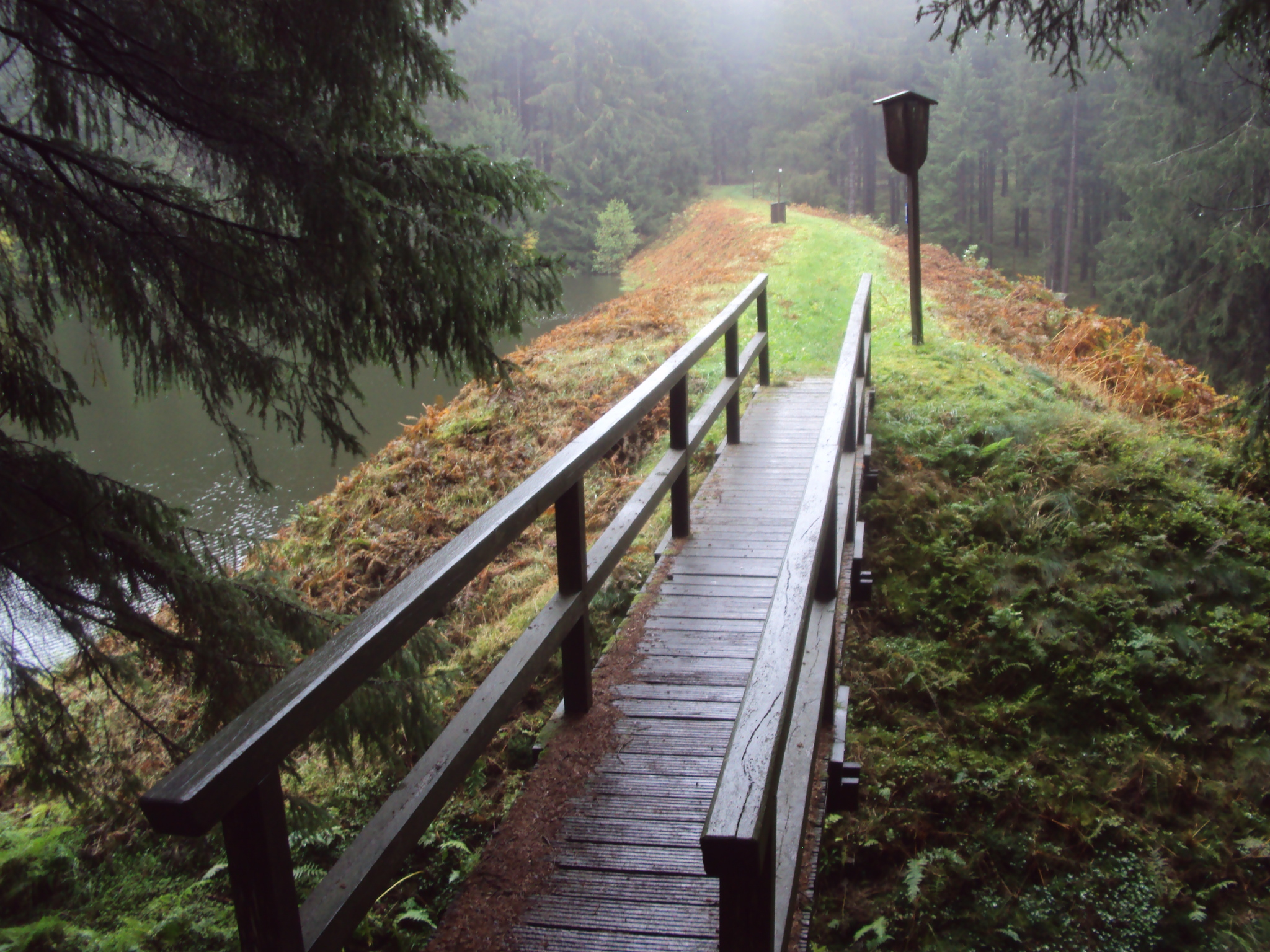
Mittlerer Einersberger Teich: Blick aus Westen über die Ausflut auf den Damm
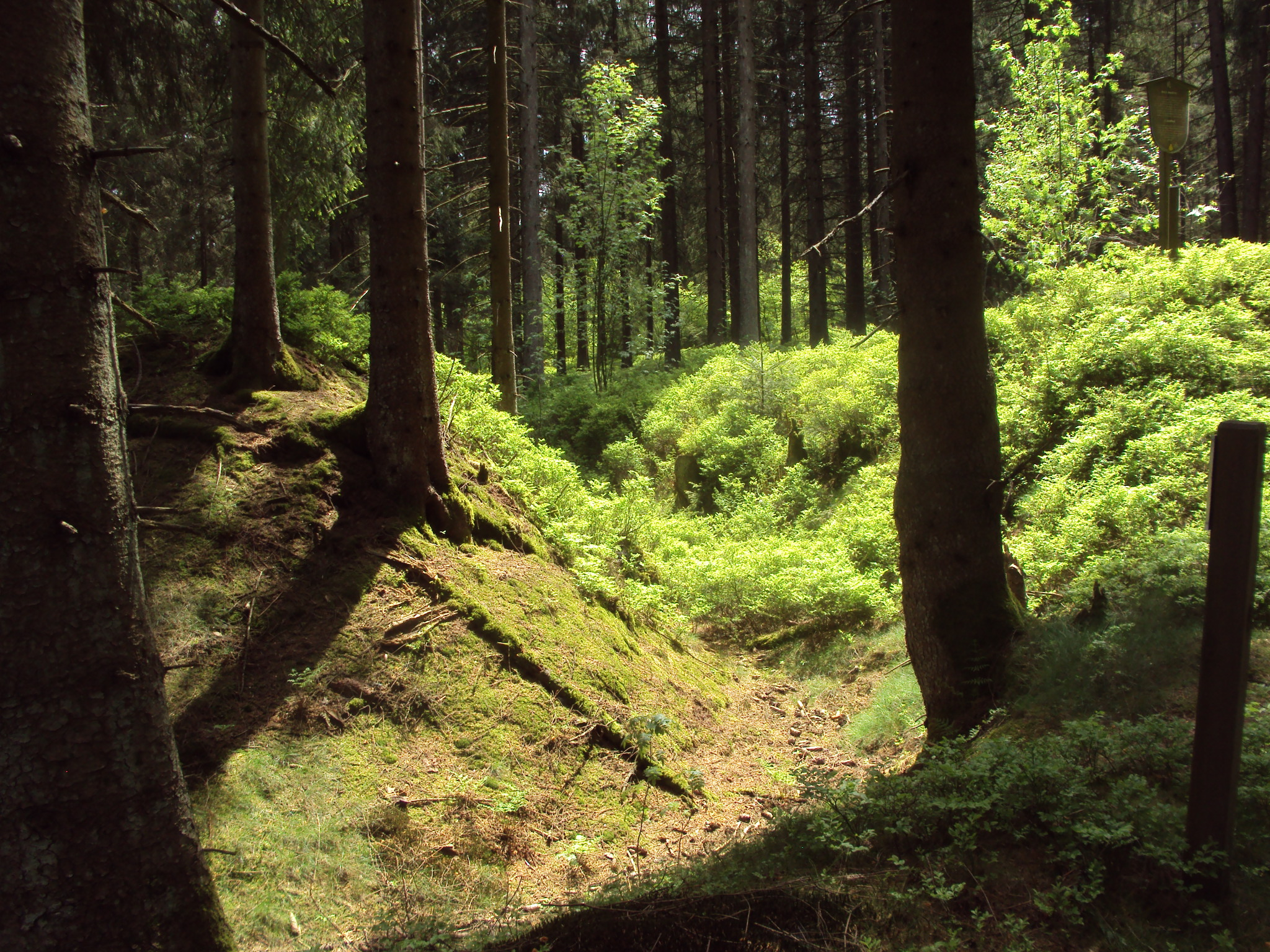
Die Dammscharte am westlichen Hang weist auf eine frühere Ausflut bei höheren Anstau hin
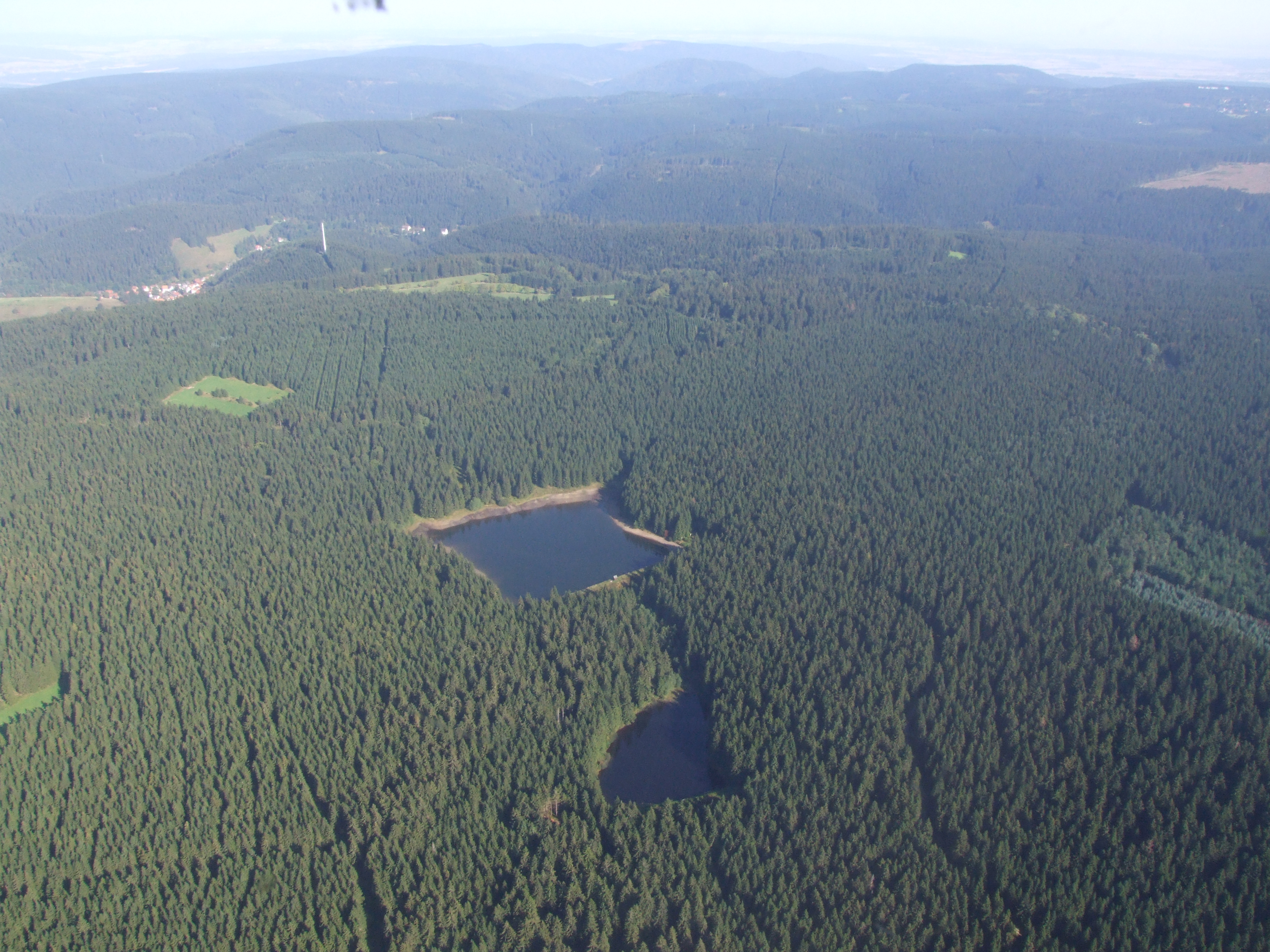
Luftbild: Mittlerer (vorn) und Oberer (hinten) Einersberger Teich (2009)